# Batalla de la Forbie
La batalla de La Forbie, també coneguda com la batalla de Hiribyah, es va lliurar del 17 al 18 d'octubre del 1244 entre els exèrcits aliats del Regne de Jerusalem, els ordes militar dels croats, els aiúbides dissidents de Damasc, Homs i Kerak contra l'exèrcit egipci del soldà aiúbida As-Sàlih Ayyub, reforçat amb mercenaris corasmis.

## Antecedents
La conquesta de Jerusalem pels corasmis a l'agost del 1244 havia despertat una gran alarma tant entre els cristians com en els estats musulmans. Al-Mansur ibn al-Mujàhid, l'emir d'Homs i An-Nàssir Dawud, de Kerak, es van unir als templers, els hospitalers, els cavallers teutons, els de l'Orde de Sant Llàtzer de Jerusalem i la resta de les forces del Regne de Jerusalem per lluitar contra el Soldanat aiúbida d'Egipte.
Els dos exèrcits es van trobar a prop de La Forbie, un petit poble al nord-est de Gaza. En el bàndol aliat, Al-Mansur comandava 2.000 homes de cavalleria i un destacament de tropes de Damasc. La comanda cristiana en general se li va donar a Gualter IV de Brienne, comte de Jaffa i Ascaló, encara que el conestable de Jerusalem i Felip de Montfort també hi van estar presents. L'exèrcit cristià consistia en aproximadament 1.000 genets i 6.000 soldats. Les forces de Transjordania estaven sota el comandament de Sunqur al-Zahiri and al-Waziri, que consisten en uns 2.000 genets beduïns.
L'exèrcit egipci era comandat per Bàybars, un oficial mameluc que va esdevenir soldà d'Egipte el 1260, compost per una força lleugerament inferior a la dels seus oponents.
Al-Mansur va aconsellar als aliats enfortir el seu campament, actuar a la defensiva, esperant que els indisciplinats corasmis es dispersessin i deixar els egipcis en un desavantatge considerable, però Gualiter IV de Brienne, que tenia el comandament general, no estava disposat a rebutjar la batalla quan ell tenia l'avantatge numèric, una raresa per als cristians d'ultramar. La disposició dels aliats va ser: els cristians en l'ala dreta, a prop de la costa, les tropes d'Homs i Damasc al centre, i els beduïns a l'esquerra.

## Batalla
La batalla es va iniciar el matí del 17 d'octubre, amb els cavallers cristians carregant en repetides ocasions contra els egipcis amunt i avall de la línia, però els egipcis van resistir.
El matí del 18 d'octubre, Bàybars va renovar la lluita i va llançar els corasmis contra les tropes de Damasc en el centre de la línia aliada, que va ser destruïda per l'atac furiós, i a continuació van atacar l'esquerra, eliminant l'impuls dels beduïns. La cavalleria de l'emir va atacar amb força, però gairebé van ser aniquilats, i Al-Mansur ibn al-Mujàhid va fugir amb 280 supervivents, tot el que quedava de les seves tropes.
Amenaçats pels egipcis al front i els corasmis pel flanc, els croats van carregar contra els mamelucs, empenyent-los cap enrere, però l'assalt va perdre impuls a mesura que els corasmis van atacar la rereguarda i els flancs de les forces cristianes, que van ser defensades per una infanteria desorganitzada. Els cavallers, ben armats van lluitar tenaçment i van prendre diverses hores per la seva resistència al col·lapse.
Més de 5.000 aliats van morir, i 800 van caure presoners, incloent Gualter de Brienne, Guillem de Chastelneuf, el mestre de l'Hospital, i el conestable de Trípoli. De les tropes dels ordes militars, només 33 templers, 27 hospitalers, i tres cavallers teutons van sobreviure, Felip de Montfort i el patriarca de Jerusalem Robert de Nantes, van poder escapar a Ascaló. Armand de Périgord, el mestre del Temple, el mariscal del Temple, l'arquebisbe de Tir, el bisbe de Lydda i Ramla, i Joan i Guillem, fills de Bohemon, senyor de Botron, moriren en la batalla.

## Conseqüències
El Regne de Jerusalem, que no havia estat capaç de disposar d'un exèrcit tan gran des de la batalla de les Banyes de Hattin, mai tornaria a ser capaç de dur a terme operacions ofensives. Així com Hattin té una gran importància simbòlica per haver comportat la caiguda de Jerusalem, La Forbie va marcar el col·lapse del poder cristià en ultramar.
Va portar un èxit durador per als aiúbides, els corasmis van ser derrotats als afores d'Homs per Al-Mansur l'any 1246 després de trencar amb els egipcis.